# Васил Василев (футболист)
Вижте пояснителната страница за други личности с името Васил Василев.
Васил Василев е български футболист, който се състезава за отбора на Ботев Пловдив. Той може да играе като централен защитник или десен бранител. Висок е 186 см. и тежи 80 кг. Силният му крак е десният. Василев преминава през детско-юношеската школа на Ботев и постепенно се утвърждава в първия отбор на „канарчетата“. През лятото на 2012 си прекратява футболната кариера и започва работа в любимия си ПФК Ботев (Пловдив).

## Статистика по сезони
| Сезон     | Отбор           | Първенство      | Мачове | Голове |
| --------- | --------------- | --------------- | ------ | ------ |
| 2002/2003 | Ботев Пловдив   | А група         | 6      | 0      |
| 2003/2004 | Ботев Пловдив   | А група         | 23     | 0      |
| 2004/2005 | Ботев Пловдив   | Б група         | 8      | 1      |
| 2005/2006 | Ботев Пловдив   | А група         | 13     | 0      |
| 2006/2007 | Ботев Пловдив   | А група         | 16     | 0      |
| 2007/2008 | Ботев Пловдив   | А група         | 18     | 0      |
| 2008/2009 | Ботев Пловдив   | А група         | 15     | 0      |
| 2009/2010 | Ботев Пловдив   | А група         | 7      | 0      |
| 2009/2010 | Хебър Пазарджик | В ЮЗ група      | 12     | 2      |
| 2010/2011 | Ботев Пловдив   | В ЮИ група      | 13     | 0      |
| 2011/2012 | Ботев Пловдив   | Б Източна група | 0      | 0      |